# Cultura Poloniei
Cultura Poloniei este strâns legată de mii de ani de istorie  , caracterul său unic dezvoltat ca rezultat al poziției geografice, fiind la confluența diferitelor regiuni europene. Cu origini în cultura timpurie a slavilor, cultura poloneză în timp a fost profund influențată de legăturile sale întrețesute cu lumea germanică, latină și bizantină, fiind în dialog continuu cu multe alte grupuri etnice și minorități care trăiesc în Polonia.  Polonia a fost în mod tradițional văzută ca fiind ospitalieră față de artiștii din străinătate și dornică să urmeze tendințele culturale și artistice populare în alte țări. În secolul al XIX-lea și secolul al XX-lea  concentrarea polonezilor pe dezvoltare culturală și economică a avut de multe ori prioritate față de politică și economie. Acești factori au contribuit la caracterul versatil al artei poloneze, cu toate nuanțele sale complexe. În prezent, Polonia este o țară dezvoltată, cu toate acestea, își păstrează tradițiile sale.

## Istoria
Istoria culturală a Poloniei poate fi urmărită înapoi spre Evul Mediu. În toate elementele sale, aceasta poate fi împărțită în următoarele perioade istorice, filosofice și artistice: Cultura   Poloniei medievale (de la sfârșitul secolului al X-lea până la sfârșitul secolului al XV-lea), Renașterea (de la sfârșitul secolului al XV-lea până în secolul al XVI-lea), Barocul (de la sfârșitul secolului al XVI-lea până la mijlocul secolului al XVIII-lea), Iluminismul (a doua jumătate a secolului al XVIII-lea), Romantismul (din 1820 până la suprimarea răscoalei din ianuarie 1863 împotriva de Imperiului Rus),  Pozitivismul (a durat până la începutul secolului al XX-lea), mișcarea artistică Tânăra Polonie ( între 1890 și 1918), cultura în Perioada Interbelică (1918-1939), Cultura în cel de-Al Doilea Război Mondial (1939-1945),  Republica Populară Polonă (până în 1989) și cultura modernă.

## Limba

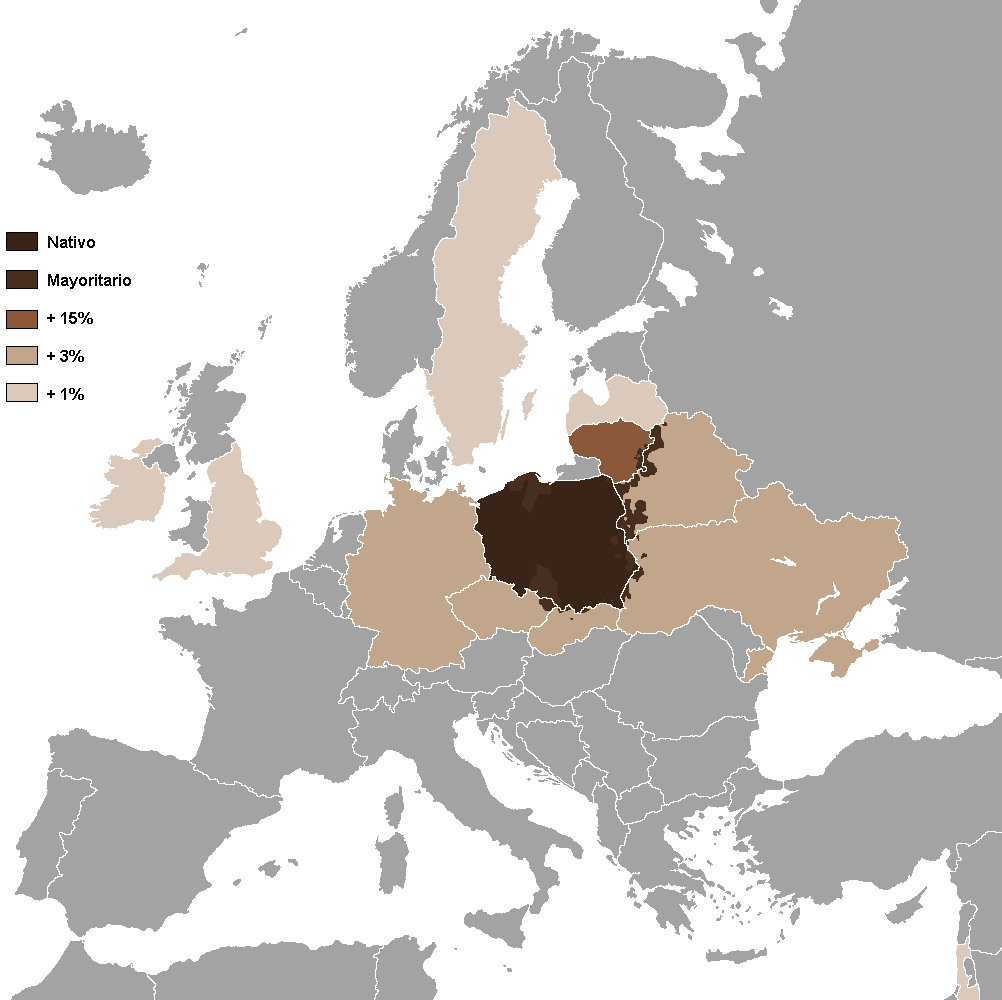
Distribuția geografică a limbii poloneze în Europa.

’’’Limba poloneză’’’ (sau ’’’polonă’’’) ( język Polski , Polszczyzna) este o limbă din grupul limbilor slave de vest,  vorbită în întreaga Polonia (fiind limba oficială a țării) și de polonezii care trăiesc ca minorități în alte țări.
Limba poloneză se scrie cu alfabetul polonez, care este alfabetul latin cu mai multe litere adăugate. 
În ciuda presiunii administrațiilor non-poloneze în Polonia, de a suprime limba poloneză, de-a lungul secolelor s-a dezvoltat o literatură bogată, iar limba poloneză în prezent are cel mai mare număr de vorbitori din grupul limbilor slave din Occident. 
De asemenea, este a doua limbă slavă cea mai vorbită după limba rusă și înaintea limbii ucrainiene. Limba poloneză este vorbită în principal în Polonia. Polonia este una dintre cele mai omogene țări europene din punct de vedere lingvistic, aproape 97% dintre cetățenii din Polonia declară că limba poloneză este limba maternă.

## Arta

Czwórka (Trăsură cu patru cai) pictură de Józef Chełmoński, 1881

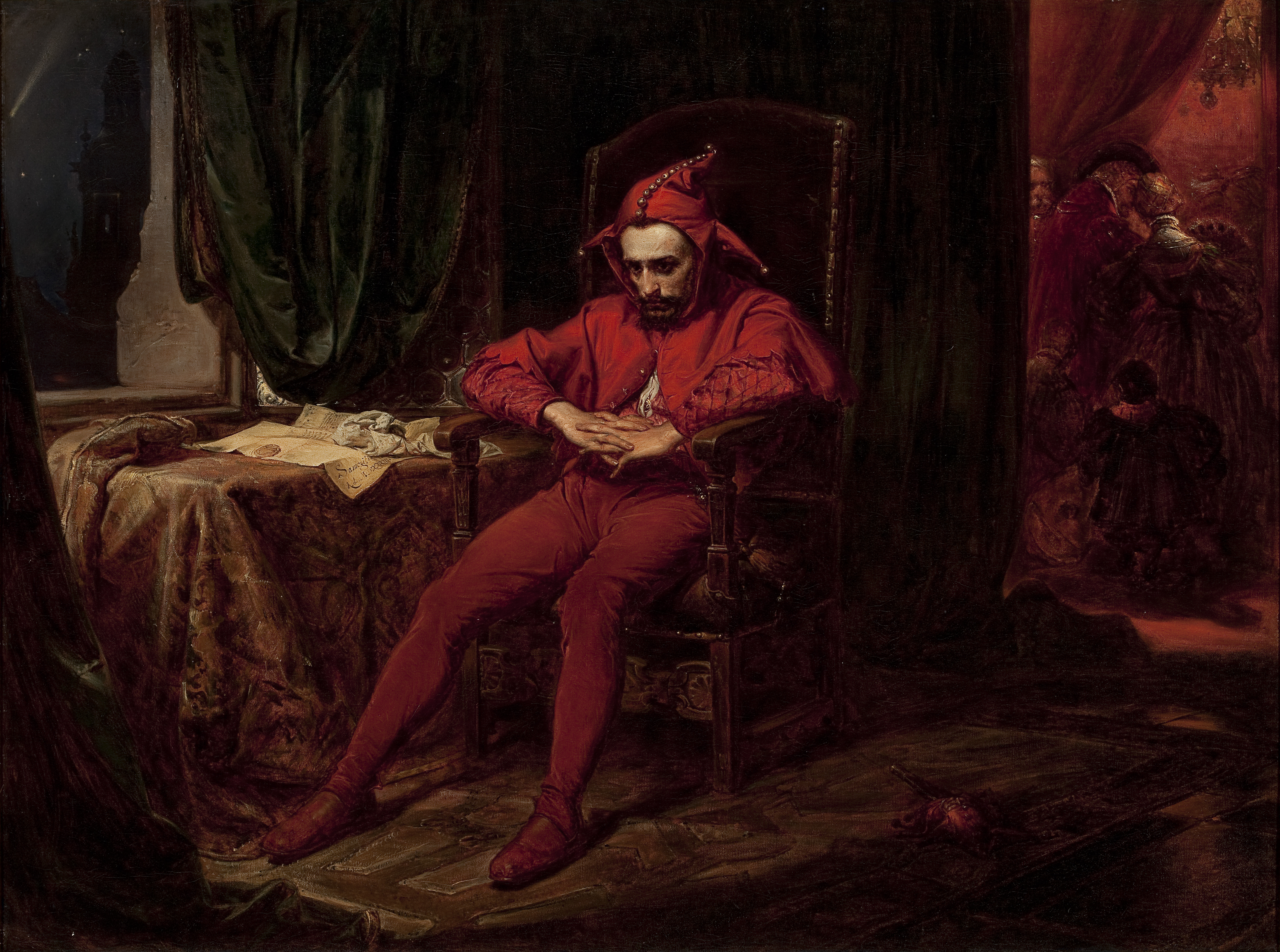
Stańczyk, pictură de Jan Matejko

Arta poloneză a reflectat întotdeauna tendințele europene, menținând în același timp caracterul său unic.
Pictura
Școala din Cracovia de pictură istorică dezvoltată de Jan Matejko a portretizat obiceiurile și evenimentele semnificative din istoria Poloniei. Stanisław Witkiewicz a fost un susținător fervent al realismului în arta poloneză, reprezentantul său principal fiind Józef Chełmoński. Polska Młoda (mișcarea artistică Tânăra Polonie) a asistat la nașterea artei moderne a Poloniei, și s-a angajat experimentare formală condusă de Jacek Malczewski (Simbolism ), Stanisław Wyspiański, Józef Mehoffer, și un grup de impresioniști polonezi.
Artiștii Avant-Garde ai secolului al XX-lea au reprezentat diferite școli și tendințe. Pictura lui Tadeusz Makowski  a fost influențată de cubism, în timp ce Władysław Strzemiński și Henryk Stażewski au pictat în stil constructivist. 
Printre artiștii contemporani distinși se numără Roman Opałka, Leon Tarasewicz, Jerzy Nowosielski, Wojciech Siudmak, Mirosław Balka și Katarzyna Kozyra iar din tânăra generație Zbigniew Wasiel. 
Sculptura
Printre sculptorii polonezi cei mai celebri se numără Xawery Dunikowski, Katarzyna Kobro, Alina Szapocznikow și Magdalena Abakanowicz. 
Arta fotografică și grafica
Încă din anii interbelici, arta și fotografia documentară poloneză s-a bucurat de recunoaștere la nivel mondial. În anii șaizeci a fost înființată Școala de grafică pentru afișe, condusă de Henryk Tomaszewski și Waldemar Świerzy.  
Cinematografia

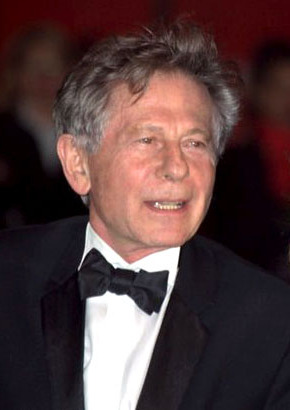
R. Polanski

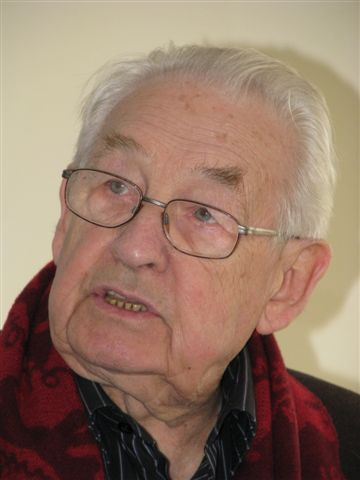
A. Wajda

Din 1955 încoace, munca de regizorat a așa-zisei Școli Poloneze de Film a avut o mare influență asupra tendințelor contemporane, cum ar fi noul val francez, neorealismul italian sau chiar cinematografia hollywoodiană clasică târzie. După al Doilea Război Mondial, în ciuda cenzurii, realizatori de filme precum Roman Polanski, Krzysztof Kieślowski, Agnieszka Holland, Andrzej Wajda sau Andrzej Zulawski au influențat dezvoltarea cinematografiei. În perioada de după căderea comunismului, când nu a mai existat acea luptă cu cenzura și fiind caracterizată de un număr mare de regizori independenți, producțiile poloneze tind să fie din ce în ce mai mult inspirate de filmul american.
- Listă de filme poloneze din perioada interbelică
- Listă de filme poloneze din anii 2000

Filme poloneze de succes
- Huragan (1928)
- Canalul (1956)
- Cavalerii teutoni (1960)
- Cuțitul în apă (1962)
- Rejs/Călătoria (1969)
- Tărâmul făgăduinței (1974)
- Omul de marmură (Czlowiek z marmuru) (1977)
- Omul de fier (1981)
- Miś (1981)
- Trenul de aur (film) (1986)
- Decalogul (film)(1988)
- Trei Culori: Alb (1994)
- Pan Tadeusz (1999)
- Quo vadis? (2001)
- Pianistul (2002)
- Ziua de nebun (2002)
- Edi (2002)
- Karol, omul care a devenit Papă (2005)
- Șmecherii (2007)
- Fiorii tinereții (2007)
- Mica Moscovă (2008)
- Bătălia de la Varșovia din 1920 (film) (2011)
- În beznă (film)(2011)
- 80 milionów (2011)
- Camera sinucigașilor (2011)

Regizori polonezi iluștri
- Filip Bajon (n. 1947)
- Aleksander Ford (1908 - 1980)
- Robert Gliński (n. 1952)
- Wojciech Has (1925 - 2000)
- Agnieszka Holland (n. 1948)
- Wanda Jakubowska (1907 - 1998)
- Jerzy Kawalerowicz (1922–2007)

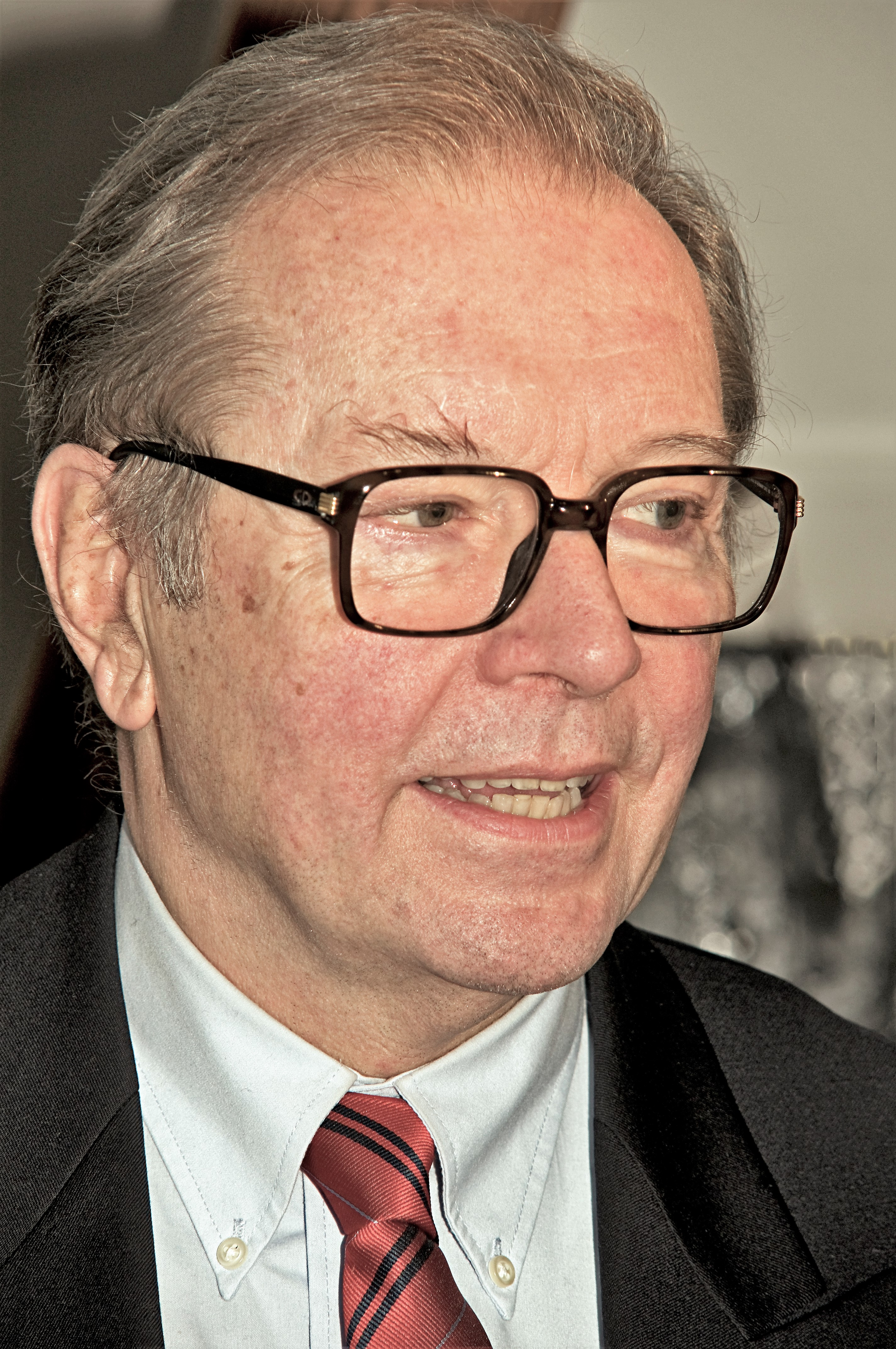
K. Zanussi

- Krzysztof Kieślowski (1941 - 1996)
- Jan Jakub Kolski (n. 1956)
- Krzysztof Krauze (n. 1953)
- Kazimierz Kutz (n. 1929)
- Juliusz Machulski (n. 1955)
- Marek Piwowski (n. 1935)
- Roman Polański (n. 1933)
- Franciszka Themerson și Stefan Themerson (1907/1910 - 1988)
- Piotr Trzaskalski (n. 1967)
- Andrzej Wajda (n. 1926)
- Krzysztof Zanussi (n. 1939)
- Andrzej Żuławski (n. 1940)

Actori și actrițe din Polonia 
- Alicja Bachleda-Curuś (n. 1983)
- Michał Bajor (n. 1957)
- Mirosław Baka (n. 1963)
- Magdalena Boczarska(n. 1978)

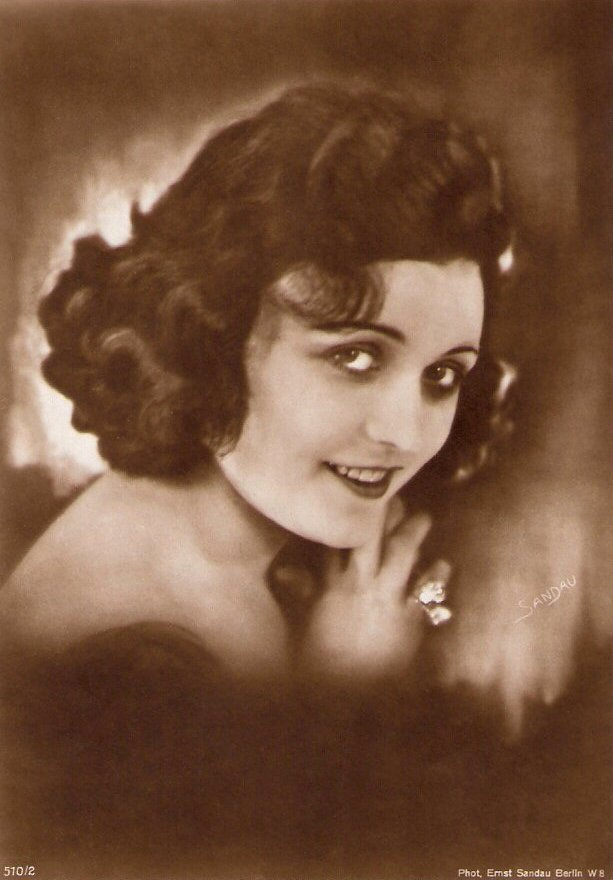
Pola Negri

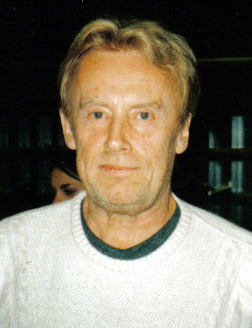
D. Olbrychski

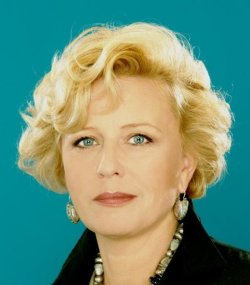
Krystyna Janda

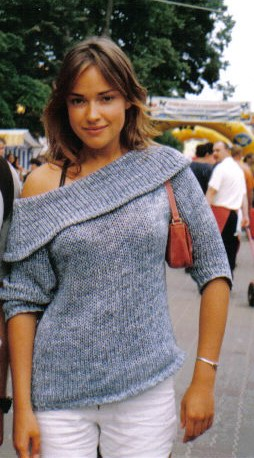
Bachleda Curus

- Teresa Budzisz-Krzyżanowska (n. 1942)
- Stanisława Celińska (n. 1947)
- Zbigniew Cybulski (1927 - 1967)
- Paweł Deląg (n. 1970)
- Irena Eichlerowna (1908 - 1990)
- Katarzyna Figura (n. 1962)
- Janusz Gajos (n. 1939)
- Krystyna Janda (n. 1952)
- Maja Komorowska (n. 1937)
- Krzysztof Kowalewski (n. 1937)
- Bogusław Linda (n. 1952)
- Tadeusz Lomnicki (1927 - 1992)
- Olaf Lubaszenko (n. 1968)
- Pola Negri (1897 - 1987)
- Leon Niemczyk (1923–2006)
- Daniel Olbrychski (n. 1945)
- Cezary Pazura (n. 1962)
- Anna Polony (n. 1939)
- Wojciech Pszoniak (n. 1942)
- Izabella Scorupco (n. 1970)
- Andrzej Seweryn (n. 1946)
- Danuta Stenka (n. 1961)
- Jerzy Stuhr (n. 1947)
- Roman Wilhelmi (1936-1991)
- Lidia Wysocka (1916-2006)
- Zbigniew Zamachowski (n. 1961)
- Zbigniew Zapasiewicz (1934–2009)

## Arhitectura

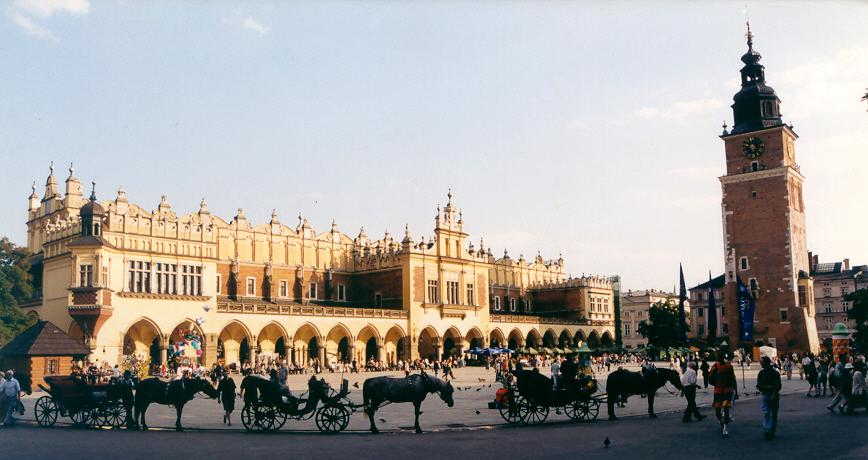
Cracovia, Sukiennice

Orașele poloneze reflectă întregul spectru de stiluri arhitecturale europene. Frontierele din estul Poloniei sunt privite ca limita influențelor arhitecturii occidentale pe continent.
Istoria nu a fost darnică cu monumentele arhitecturale ale Poloniei. Cu toate acestea, o serie de structuri istorice au supraviețuit: castele, biserici și clădiri impunătoare, deseori unici în context regional sau european. Unele dintre ele au fost restaurate cu migală, cum ar fi Castelul Wawel, sau complet reconstruite după ce au fost distruse în cel de-Al Doilea Război Mondial, inclusiv Orașul vechi și Castelul Regal din Varșovia, dar și orașele vechi Gdańsk și Wrocław. 
Arhitectura din Gdańsk este în cea mai mare parte arhitectură hanseatică, comun în orașe de-a lungul Mării Baltice și în partea de nord a Europei Centrale și de Est. Stilul arhitectural al Wrocław este reprezentativ pentru arhitectura germană, deoarece a fost parte a statelor germane timp de secole. Centrul Kazimierz Dolny pe Vistula este un bun exemplu al unui oraș medieval bine conservat. Capitala Poloniei vechi, Cracovia, se numără printre cele mai bine conservate complexe urbane gotice și renascentiste din Europa.

## Muzica
Muzica clasică
Artiștii din Polonia, inclusiv compozitori celebri, cum ar fi Chopin sau Witold Utosławski și creatorii de muzică populară au creat o scenă muzicală plină de viață și diversitate, cu propriile sale genuri muzicale, cum ar fi poezja śpiewana (poezia cântată). 
Astăzi, în Polonia, se poate găsi muzică trance, techno, muzică house și chiar mai popularul heavy metal.
Originea muzicii poloneze poate fi urmărită înapoi în secolul al XIII-lea, când au fost găsite manuscrisele de la Stary Sącz , conținând compoziții polifonice  legate de Școala pariziană de la Notre Dame. Alte compoziții timpurii, cum ar fi melodia de Bogurodzica, pot, de asemenea, data din această perioadă.  Cu toate acestea, primul compozitor notabil cunoscut este Mikołaj Z Radomia, care a trăit în secolul al XV-lea. Melodia a BOG się rodzi scrisă de un compozitor necunoscut a fost o poloneză de încoronare pentru regii polonezi.
În timpul secolului al XVI-lea s-au distins două grupuri muzicale - ambele cu sediul în Cracovia și aparținând regelui și Arhiepiscopului de Wawel - au condus inovațiile muzicii poloneze. 
Printre compozitorii din această perioadă se numără Wacław Z Szamotuł , Mikołaj Zieleński , și Mikołaj Gomółka. Diomede Cato, un italian, care a trăit în Cracovia de la vârsta de cinci ani, a devenit unul dintre cei mai faimoși lăutari la curtea lui Sigismund al III-lea, și nu numai că a importat unele dintre stilurile muzicale din sudul Europei, dar le-a amestecat cu muzică populară poloneză. 
Compozitori iluștri
Secolul al XIX-lea
- Frederic Chopin (1810-1849)
- Stanislaw Moniuszko

Secolul al XIX-lea
- Mieczysław Karłowicz
- Karol Szymanowski (1882-1937)
- Grażyna Bacewicz
- Krzysztof Komeda
- Witold Lutosławski
- Andrzej Panufnik
- Kystyna Moszumańska-Nazar
- Krzysztof Penderecki
- Henryk Mikołaj Górecki
- Zygmunt Konieczny
- Wojciech Kilar
- Andrzej Koszewski
- Zbigniew Bujarski
- Marek Stachowski
- Krzysztof Meyer
- Marta Ptaszyńska
- Zbigniew Preisner
- Jan A.P. Kaczmarek

Heavy metal

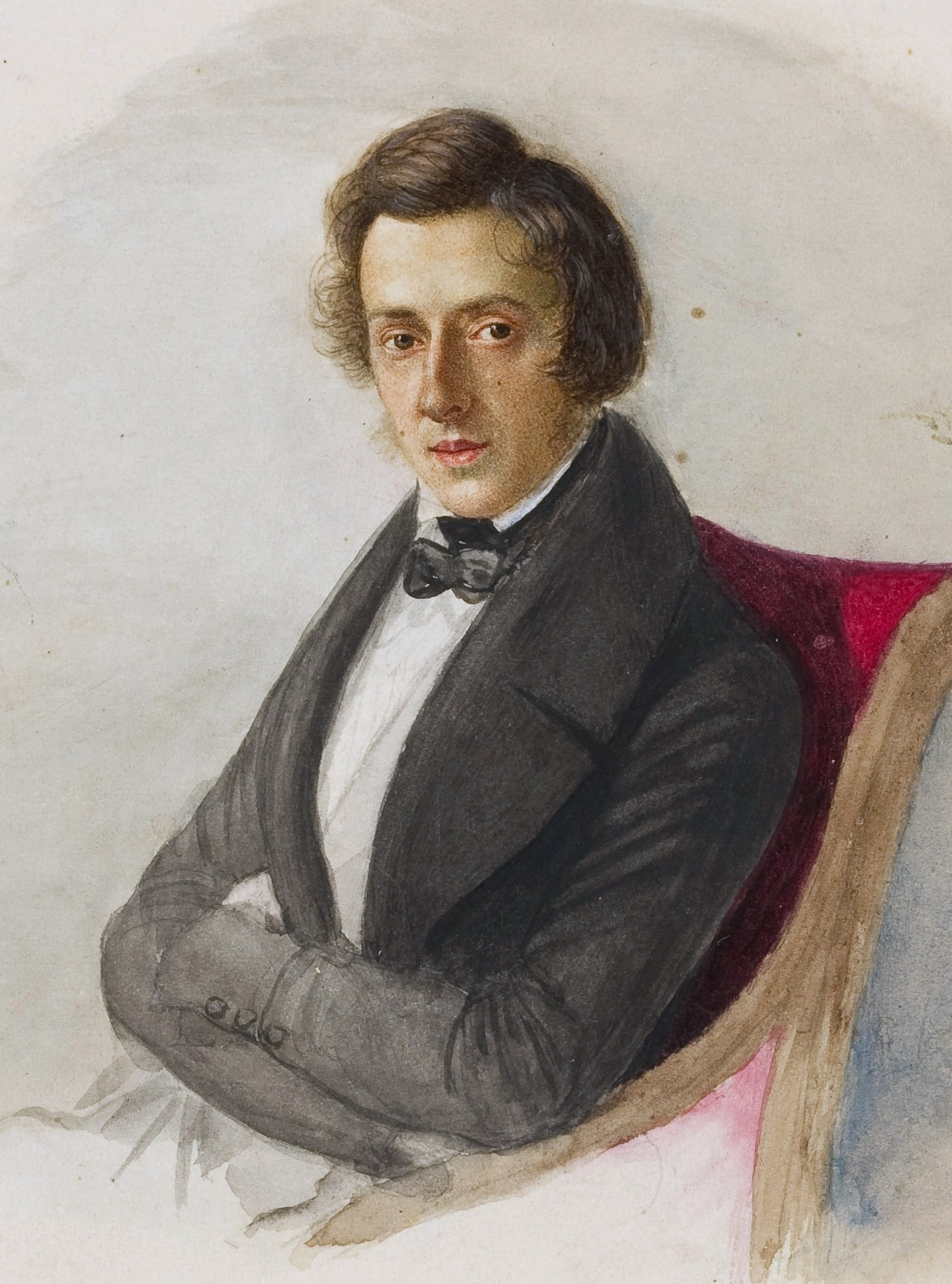
Chopin, pictură de Wodzinska

Polonia are una dintre cea mai puternică și mai respectată muzică heavy metal Europa, în special death metal. Una dintre cele mai mari case de discuri de death metal din Polonia este Empire Records. Formația de death metal Vader este considerată cea mai de succes formație poloneză care a câștigat aprecierea publicului și criticii pe plan internațional și se pot lăuda și cu succes comercial. Cariera lor se întinde pe mai mult de trei decenii, cu numeroase turnee internaționale. Ei sunt considerați sursă de inspirație pentru formațiile actuale de death metal modern. Formațiile death metal Behemoth cât și Decapitated au de asemenea succes semnificativ atât în Polonia, cât și în afara Poloniei. Ambele au întreprins turnee în Europa, America, și în cazul Decapitated, au vizitat recent Australia și Noua Zeelandă. Recent Indukti, Hate, Trauma, Crionics, Lost Soul și Lux Occulta au început să devină cunoscute în afara Poloniei. Deși există, de asemenea, o muzică grindcore puternică și activă, Death Metal rămâne puternic și cel mai de succes gen în Polonia, în ceea ce privește muzica heavy metal. Există o reprezentare puternică a muzicii black metal, condusă de formațiile poloneze Graveland, Darzamat, Kataxu, Infernal War și Vesania.

## Literatura
Având în vedere religia creștină a polonezilor și deci accesul la civilizația europeană occidentală, polonezii creat literatură importantă în limba latină. Autori polonezi cunoscuți al Evului mediu sunt, printre altele Gallus Anonymus, Wincenty Kadłubek și Jan Długosz, ultimul fiind autor al monumentalei lucrări despre istoria Poloniei. Odată cu începerea a Renașterii, polonezii au ajuns sub influența modelelor artistice ale stilului umanist, cu operele lor scrise în limba latină participând activ în problemele europene din acea vreme.
Originile literaturii poloneze scrise în limba poloneză datează din perioada înainte de secolul al XIV-lea. În secolul al XVI-lea poeziile lui Jan Kochanowski l-au pus în fruntea  literaturii Renașterii Europene.
Barocul și Neo-clasicismul în literatură au avut o contribuție semnificativă în cimentarea relațiilor dintre popoarele din Polonia proveniți din mai multe medii culturale. 
Romanul contelui Jan Potocki „Manuscrisul din Saragosse” de la începutul  secolului al XIX-lea care a supraviețuit în traducerea poloneză după pierderea a originalului în limba franceză, a devenit un clasic lume. Filmul lui Wojciech Has pe roman, un favorit al regizorului spaniol Luis Buñuel, a devenit mai târziu un film cult în campusurile universitare. 
Marea literatura romantică a Poloniei a înflorit în secolul al IX-lea, când țara și-a pierdut independența. 
Poeții Adam Mickiewicz, Juliusz Słowacki și Zygmunt Krasinski, cei „Trei Barzi ", au devenit liderii spirituali al unui popor lipsit de suveranitate, și au prorocit renașterea sa. 
Romancierul Henryk Sienkiewicz, care a câștigat Premiul Nobel pentru literatură în 1905, a elogiat tradiția istorică. Este dificil să înțeleagă pe deplin tradiția  romantismului polonez și consecințele sale pentru literatura poloneză, fără o cunoaștere aprofundată a istoriei poloneze. 
În secolul al XX-lea mai multe opere literare poloneze remarcabile au apărut din noul schimb cultural cu mișcarea Avant-Garde. Zona de graniță Kresy din regiunile de est ale Poloniei cu Wilno șiLiov (acum Vilnius și Lviv), ca două centre majore pentru artă, a jucat un rol deosebit în aceste evoluții. Acest lucru a fost, de asemenea, o regiune în care tradiția și mișcarea mistic al hasidismului evreiesc au prosperat. Kresy fost un loc de experimentare culturală pentru numeroase grupuri etnice și naționale ale căror realizări se inspirau reciproc. 
Lucrările de Bruno Schulz, Bolesław Leśmian, și Józef Czechowicz au fost scrise acolo. În partea de sud a Poloniei, Zakopane a fost locul de naștere al lucrărilor avant-garde de Stanisław Ignacy Witkiewicz ( Witkacy ). Și, nu în ultimul rând trebuie amintit Władysław Reymont, care a primit în 1924 Premiul Nobel pentru literatură pentru romanul său ‚’Chłopi’’ (Țărani).
După cel de-al Doilea Război Mondial mulți scriitori polonezi au plecat în exil, mulți dintre ei grupându-se în jurul publicației "Kultura" din Paris, condusă de Jerzy Giedroyc. Grupul de scriitori emigrați îi include pe Witold Gombrowicz, Gustaw Herling-Grudziński, Czeslaw Milosz și Sławomir Mrożek.
Zbigniew Herbert, Tadeusz Różewicz, Czeslaw Milosz, și Wislawa Szymborska sunt printre poeții cei mai remarcabili ale secolului al XX-lea din Polonia, incluzând romancierii și dramaturgii Witold Gombrowicz, Sławomir Mrożek, și Stanisław Lem  (literatură științifico-fantastică). 
Lista autorilor polonezi de literatură o include și pe Hanna Krall a cărei reportaj se concentrează în principal pe experiența evreiască din timpul războiului, și Ryszard Kapuściński cu opere traduse în mai multe limbi.
Laureații polonezi cu Premiul Nobel pentru literatură
| Henryk Sienkiewicz (1846–1916) | Władysław Reymont (1865–1925) | Czesław Miłosz (1911–2004) | Wisława Szymborska (1923–2012) | Olga Tokarczuk (1962) |
| ------------------------------ | ----------------------------- | -------------------------- | ------------------------------ | --------------------- |
|                                |                               |                            |                                |                       |

## Gastronomia poloneză
Mâncărurile specifice poloneze includ kielbasa , pirog , pizi (aluat umplut cu carne), kopytka, gołąbki, śledzie (hering ), Bigos, șabovi, oscipek și altele. 
În mod tradițional, produse alimentare, cum ar fi supele ca flaki , rosol, Zupa ogórkowa, Zupa grzybowa (supă de ciuperci), Żurek , Zupa pomidorowa (supă de roșii ) se pregătesc în vase mari, destinate grupurilor. În mod tradițional, ospitalitatea este foarte importantă.
Unele regiuni au devenit cunoscute după tipul de cârnați făcut și multe feluri de cârnați din zilele noastre poartă încă acele denumiri originale. 
Băutura cea mai consumată este vodca. Prima mențiune scrisă în lume a băuturii a fost în 1405 în Akta Grodzkie, documente de curte judiciare din voievodatul Sandomierz în Polonia.
Galerie cu bucătăria poloneză
|                                            |
| Bucătărie medievală din secolul al XIV-lea |

|                                  |
| Vin de miere Kurpiowski Dwójniak |

|                                            |
| Bigos și un pahar de bere Tyskie, Cracovia |

|                  |
| Pirog de Crăciun |

|                                         |
| Kotlet șabovi servit cu cartofi prăjiți |

|        |
| Pączki |

|            |
| Supă Żurek |

|          |
| Kiełbasa |

|                    |
| Baghete Zapiekanka |